# La Fueva
La Fueva (aragonesisch A Fueva) ist eine Gemeinde im Norden der spanischen Provinz Huesca der Region Aragonien. Die Gemeinde gehört zur Comarca Sobrarbe. La Fueva hat auf einer Fläche von 218,85 km² im Jahre 2024 597 Einwohner.
Tierrantona ist der Hauptort der Gemeinde, wo sich auch das Rathaus befindet.

## Geographie
La Fueva liegt im Valle de la Fueva am Zusammenfluss von Ussía und La Nata.

## Geschichte
La Fueva entstand im Jahr 1999 durch den Zusammenschluss der Gemeinden Tierrantona und Fuendecampo.

## Gemeindegliederung
Zur Gemeinde gehören neben dem Hauptort Tierrantona folgende Dörfer und Wohnplätze: Alueza, Aluján, Arasanz, Atiart, Buetas, La Cabezonada, Caneto, Charo, Clamosa, La Corona, El Cotón, Formigales, Fosado, Fuendecampo, Fumanal, Humo de Muro, Humo de Rañín, La Jantigosa, Lapenilla, Latorre, Lavilla, La Lecina, Luján, Mediano, El Mediano, Ministerio, Morillo de Monclús, La Mula, Molinas, Muro de Roda, Pallaruelo de Monclús, Palo, Pamporciello, La Plana, El Pocino, Rañín, Salinas de Trillo, Samitier, Samper, San Juan, Solanilla, Solipueyo, Trillo und Troncedo.